# 偽典
偽典（ぎてん、英: Pseudepigrapha）とは、旧約聖書の正典・外典に含まれないユダヤ教・キリスト教の文書である。旧約偽典とも呼ばれる。古希: ψευδεπιγραφία（偽りの著書名）に由来する。

## 概説
偽典に分類される書物は旧約聖書（ユダヤ教）文書のみで、新約聖書に相当するものはない。紀元前3世紀～紀元後1世紀頃にかけて成立したとみられ、ヘブライ語あるいはアラム語（一部ギリシア語）で書かれている。
偽典をさす古希: ψευδεπιγραφίαは、「偽りの著書名」という意味である。古代教会においては、「本来の著者名を偽った書物」という意味から「内容も不確かな書物」へと語義の解釈を拡大していったため、偽典には異端という否定的な意味合いが強く含まれていた。高等批評の見地からは、正典に含まれる文書の多くも後代に著述されたとされる。現代では、冒頭のように正典・外典に含まれない書物の総称という便宜的な意味合いが一般的である。

## 偽典一覧
偽典の定義や分類は非常に流動的であり、下に挙げる物が偽典であると正確に定義されているわけではない。
また宗教は人類の歴史上、政治と切り離せないものであり「今日の偽典が明日の正典」となる可能性に注意されたし。
- 偽クレメンス文書
- ディダスカリア
- Apostolic constitution
- アダムとイヴの生涯[1]
- アリステアスの手紙
- 第三マカベア書
- 第四マカベア書
- シビュラの託宣
- スラヴ語エノク書
- ピルケ・アボス
- ヨベル書
- エチオピア語エノク書
- ソロモンの詩篇
- シリア語バルク黙示録
- ギリシア語バルク黙示録[2]
- 第四エズラ書（第二エスドラス書）
- 十二族長の遺訓
- イザヤの殉教
- モーセの遺訓[3]
- アブラハムの遺訓
- ヨブの遺訓
- 預言者の生涯
- ヨセフとアセナテ
- 共同体の規則
- ダマスコ文書
- 戦いの巻物
- ハバクク書注解
- 外典創世記
- 感謝の詩篇(ホダーヨート)
- 神殿の巻物
- 賢者アヒカルの物語
- フィロンの聖書古代誌

## 注
1. ↑  “原始キリスト教世界 アダムとエバの生涯”. Barbaroi!. 2010年7月25日閲覧。
2. ↑  “原始キリスト教世界 ギリシア語のバルクの黙示録”. Barbaroi!. 2010年7月25日閲覧。
3. ↑  “原始キリスト教世界 モーセの昇天（モーセの遺訓）”. Barbaroi!. 2010年7月25日閲覧。